# Trachelomonas
Trachelomonas is een geslacht in de taxonomische indeling van de Euglenozoa. Het organisme behoort tot de familie Euglenaceae. Trachelomonas werd in 1835 ontdekt door Ehrenberg.

## Kenmerken
Deze micro-organismen zijn eencellig en meestal rond de 15-40 mm groot.

## Soorten
- Trachelomonas abrupta Swivenko in Dragesco
- Trachelomonas armata F. Stein, 1878
- Trachelomonas bulla F. Stein in Deflandre, 1926
- Trachelomonas hispida F. Stein, 1926
- Trachelomonas intermedia Dangeard, 1901
- Trachelomonas oblonga Lemmermann, 1899
- Trachelomonas obovata A. Stokes in Deflandre, 1926
- Trachelomonas planctonica Svirenko, 1914
- Trachelomonas volvocina Ehrenberg, 1833
- Trachelomonas volvocinopsis Svirenko, 1914
- Trachelomonas zorensis Lefèvre, 1933